# Masdevallia rolfeana
Masdevallia rolfeana u Orquídea negra es una especie de orquídea epífita originaria de Costa Rica.

## Descripción
Es una orquídea de pequeño tamaño que prefiere el clima templado al frío, es de hábitos epífitas con un tallo erguido y envuelto basalmente de 2 a 3 vainas tubulares con una sola hoja apical, patulada, ligeramente áspera adaxialmente, pecioladas, con el ápice emarginado o bien apicaulado. Florece con una inflorescencia más corta que las hojas y tiene 1 a 3 flores sucesivas. Esta especie produce la floración en el otoño, invierno y primavera.

## Distribución y hábitat
Se encuentra en Costa Rica, en los bosques nubosos, sobre los troncos de los árboles en alturas de 1400 a 2200 metros.

## Etimología
Su nombre, que significa «masdevalia de Rolfe», fue otorgado en honor de Robert Allen Rolfe, taxónomo del Real Jardín Botánico de Kew en los años 1800.

## Sinonimia
- Reichantha rolfeana (Kraenzl.) Luer 2006[1][2]